# Mohamed Saïd El Kateb
Pour les articles homonymes, voir Kateb.
Mohamed Saïd El Kateb (arabe : محمد سعيد الكاتب), né le 4 mars 1935 à Djerba et mort le 20 juillet 2017 à Tunis, est un général et diplomate tunisien,.
Il exerce la fonction de chef d'État-Major des armées entre 1990 et 1991.

## Biographie

### Formation
Il est issu de la première promotion d'officiers tunisiens (promotion Bourguiba, en formation à l'ESMIA Saint-Cyr en 1956 et 1957). De septembre 1959 à août 1960, il participe à un stage de perfectionnement à l'École de cavalerie de Saumur. Il reçoit ensuite, en septembre 1960, le commandement de l'escadron-mixte de l'armée tunisienne, unité mécanisée équipée de half-tracks et d'automitrailleuses.

### Participation à la crise de Bizerte
Le lieutenant, avec son escadron mixte, participe à la crise de Bizerte. Il prend position le 6 juillet à la gare de Sidi Ahmed et participe le 19 juillet au blocus antiaérien de la base aérienne du même nom. Le 20 au matin, son unité se replie vers située 2,5 kilomètres au sud de la gare puis, le soir, vers le poste de police de Tinja. Un tiers des soldats de l'escadron parvient à cette dernière position le 21 juillet, le reste ayant été mis hors de combat ou capturé.

### Fonctions nationales
Mohamed Saïd El Kateb exerce successivement les fonctions de chef de cabinet du ministre de la Défense nationale, d'inspecteur général des forces armées, de chef d'état-major de l'Armée de terre et de chef d'État-Major des armées.
En 1981, il est nommé attaché militaire auprès de l'ambassade de Tunisie en France. Dès son entrée en fonction, un dossier attire son attention : une commande de patrouilleurs lance-missiles auprès d'une compagnie française de construction navale dont le président n'était autre que l'amiral Maurice Amman, commandant de la base aéronavale de Bizerte en 1961. Un nom qui ne rappelle pas que de bons souvenirs au général qui avait reçu précisément son baptême du feu vingt ans plus tôt, lors de bataille de la crise de Bizerte,.
Il sert également en tant qu'ambassadeur pendant sept ans en Afrique de l'Ouest puis en Asie du Sud-Est.
Atteignant la limite d'âge, il quitte le service actif le 1er novembre 1998 pour présider la Fédération tunisienne des sports équestres de 2000 à 2011.